# Munt la Schera (tunel)
Tunel Munt la Schera (wł. Tunnel Munt La Schera, tunnel la Drossa, tunnel Livigno) – tunel łączący dolinę Engadyna z Livigno. Przebiega pod górą Munt la Schera. Oddany do użytku w 1965 roku, od 1968 roku dostępny dla ruchu kołowego.
Wysokość maksymalna tunelu wynosi 3,60 m, szerokość 2,55 m, długość 3394 metrów.